# Sertoli-Zelle

Lage der Sertoli-Zellen (7) im Keimgewebe der Hodenkanälchen

Die Sertoli-Zellen sind spezielle, teilungsunfähige Zellen des Hodengewebes, die die Hodenkanälchen gegenüber den Blutgefäßen abschirmen. Ihren Namen verdanken sie ihrem Entdecker, dem italienischen Physiologen Enrico Sertoli (1842–1910).

## Morphologie
Sertoli-Zellen sind große Zellen mit einem gelappten Zellkern, der einen deutlich erkennbaren Nucleolus enthält. Im Cytoplasma finden sich reichlich raues endoplasmatisches Retikulum, Fetttröpfchen, längliche Mitochondrien und Charcot-Böttcher-Kristalle. Zahlreiche Lysosomen sind Zeichen für die Aufnahme und den Abbau von Zytoplasmaanteilen, die bei der Reifung der Spermatiden entstehen.

## Funktion
Sertoli-Zellen dienen als Stützzellen der Hodenkanälchen und bilden die so genannte Blut-Hoden-Schranke, die die sich entwickelnden Spermien vor dem körpereigenen Immunsystem und vor Giften schützt. Darüber hinaus produzieren die Sertoli-Zellen auch zwei für das hormonelle Milieu der sich bildenden Spermien wesentliche Proteine. Dabei handelt es sich um das androgenbindende Globulin (ABG), welches die Passage des Testosteron zu den Keimzellen ermöglicht, sowie das Inhibin, welches die Produktion von follikelstimulierendem Hormon (FSH) in der Hypophyse vermindert und somit negativ rückkoppelt. FSH wirkt anregend auf die Spermatogenese. Es wird angenommen, dass die Sertoli-Zellen diese anregende Wirkung vermitteln. Die Inhibinkonzentration im Blut wird dazu verwendet, die Aktivität der Sertoli-Zellen zu bestimmen.
In der Embryonalentwicklung wird in den Sertolivorläuferzellen das Anti-Müller-Hormon (AMH) gebildet, welches für die Rückbildung der Müller-Gänge verantwortlich ist.

## Tumoren
Das Androblastom ist ein sehr seltener Tumor im Hoden oder Eierstock, bei dem neben Sertoli-Zellen auch Leydig-Zwischenzellen und Zellen anderer Gewebe vorkommen.